# لیپارید آوتیسیان
لیپارید آوتیسیان (ارمنی: Լիպարիտ Ավետիսյան؛  زادهٔ ۳۰ نوامبر ۱۹۹۰) خواننده اپرا اهل ارمنستان است.

## زندگی‌نامه
وی در ۳۰ نوامبر ۱۹۹۰ در ایروان به دنیا آمد و از کنسرواتوار دولتی کومیتاس ایروان فارغ‌التحصیل گشت. همچنین برندهٔ جوایزی همچون هنرمند افتخاری جمهوری ارمنستان (۲۰۲۰) شده‌است.